# Franse militaire begraafplaats van Machelen
De Franse militaire begraafplaats van Machelen is een militaire begraafplaats met Franse gesneuvelden uit de Eerste Wereldoorlog, gelegen in het dorp Machelen, een deelgemeente van Zulte in de Belgische provincie Oost-Vlaanderen. De begraafplaats heeft een oppervlakte van zo'n 2700 m² en ligt ongeveer 450 m ten zuidoosten van de dorpskerk. Naast de Franse begraafplaats van Saint-Charles de Potyze is het de tweede grote Franse militaire begraafplaats in België. Er staat een gedenkkruis, naar ontwerp van G. Lefèvre, en een gedenkmuur met een sculptuur van de Franse beeldhouwster Marguerite Bayser-Gratry. Er worden 750 doden herdacht.
Deze begraafplaats is de verzamelbegraafplaats van bijna alle Franse militairen, die sneuvelden tijdens het bevrijdingsoffensief van oktober 1918. De meesten kwamen om tijdens de gevechten aan de Leie en de spoorweg van Gent naar Kortrijk. Velen lagen oorspronkelijk op andere gemeentelijke begraafplaatsen begraven. De oorspronkelijke houten kruisen werden in 1927 vervangen door gietijzeren exemplaren, en in 1980 door de huidige modellen in composietmateriaal. Opvallend zijn de vele graftekens die de verschillende geloofsovertuigingen van de slachtoffers weergeven. De graven van soldaten uit de toenmalige Noord-Afrikaanse kolonies vallen op door hun islamitische grafzerken. Er ligt ook één Chinees begraven (hij behoorde bij het arbeiderskorps).
Deze begraafplaats werd in 2008 als monument beschermd.

## Brits oorlogsgraf
Er ligt een Britse piloot, Lt. Philip Frederick Cormack begraven. Oorspronkelijk lag hij onder een Frans kruis begraven maar sedert einde 2013 werd deze vervangen door de gebruikelijke Britse witte grafzerk. Hij sneuvelde op 27 oktober 1918. Zijn graf staat bij de CWGC geregistreerd onder Machelen French Military Cemetery.